# 鸿兴路
鸿兴路是中華人民共和國上海市靜安區一條西北-東南走向道路，西北起自中华新路，東南至宝山路，全长540米，道路於中華民國3年（1914年）至中華民国5年（1916年）間修建。